# Finfjällig korallormstjärna
Finfjällig korallormstjärna (Ophiactis balli) är en ormstjärneart som först beskrevs av W. Thomson 1840.  Finfjällig korallormstjärna ingår i släktet Ophiactis och familjen bandormstjärnor. Enligt den svenska rödlistan är arten sårbar i Sverige. Arten förekommer i Götaland. Artens livsmiljö är havet. Inga underarter finns listade i Catalogue of Life.